# Roberto Digón
Roberto Secundino Digón (Buenos Aires, 25 de julio de 1935-Ib., 30 de enero de 2022) fue un político y sindicalista argentino. Afiliado al Partido Justicialista, además fue dirigente del Club Atlético Boca Juniors.

## Trayectoria política
Secretario General del Sindicato Único de Empleados del Tabaco de la República Argentina (SUETRA) 1970/1976 y 1983/1993. Secretario Relaciones Internacionales de la Confederación General del Trabajo (CGT) 1981/1989. Secretario Relaciones Internacionales de la CGT con representación en la Organización Internacional del Trabajo (OIT) 1985/1989. Diputado Nacional de la República Argentina 1993/1997. Secretario General del Club Atlético Boca Juniors 1996/1997. Presidente Fútbol Profesional Club Atlético Boca Juniors 1997/1998. Vicepresidente 3° del Club Atlético Boca Juniors y representante Alterno en la Asociación de Fútbol Argentino (AFA) 1998/2001. Director del Grupo BAPRO 2001/2014.
Fundador y Presidente de la Agrupación Nuevo Boca desde 1997 a la fecha. Siendo dirigente denunció negociados que ocurrían en el Club Boca, en aquellos momentos siendo vicepresidente de Boca Juniors Roberto Digón increpó al presidente del club Mauricio Macri dónde estaban los 600 mil pesos restantes en el pase de un jugador. Posteriormente Digón denunciaría a Mauricio Macri y a Gustavo Arribas por irregularidades en el pase de futbolistas señalando que actitudes que rozan lo delictivo, especialmente en las compras y ventas de jugadores y que los intermediarios eran testaferros de Macri, como el escribano Gustavo Arribas o Fernando Hidalgo, quienes responden al presidente de Boca y entonces aceptan que la transferencia no se haga. En esos años el club vendió jugadores por más de 135 millones de dólares: 27 millones por Gago, 23 millones por Banega, 20 millones por Tévez y la reventa de algunos esos jugadores. Macri le dio todo ese poder a Arribas porque eran amigos, Macri  y Arribas manejaron por años sumas millonarias, quedándose con el 15% de los jugadores que eran transferidos desde Boca por cifras millonarias. Para el cobro de los cheques y el depósito de los mismos endosados en una cuenta en Suiza, la persona puesta por Macri era Arribas, quien se quedaba con dinero que pertenecía a Boca.